# Ficus cestrifolia
Ficus cestrifolia là một loài thực vật có hoa trong họ Moraceae. Loài này được Schott mô tả khoa học đầu tiên năm 1827.